# Kraftwerk Morobbia
Das Kraftwerk Morobbia (italienisch Impianto idroelettrico della Morobbia) ist ein Hochdruck-Laufwasserkraftwerk auf dem Gemeindegebiet der Tessiner Stadt Bellinzona, das den Lago di Carmena als Wochenspeicher benutzt. Die Zentrale des Kraftwerks befindet sich in Giubiasco und gibt das Wasser in den Ticino zurück. Die Anlage wird von der Azienda Multiservizi Bellinzona, den Stadtwerken von Bellinzona betrieben und liefert etwa 14 % des elektrischen Energiebedarfs der Stadt.

## Geschichte
Nach Faido, Lugano und Airolo war Bellinzona erst der vierte Ort im Tessin mit einer Stromversorgung. Das Kraftwerk im Valle di Gorduno ging am 1. Februar 1891 in Betrieb und lieferte hauptsächlich Strom für die öffentliche Beleuchtung. Es konnte den Strombedarf nach kurzer Zeit bereits nicht mehr decken, weshalb die Stadt 1898 beschloss, ein grösseres Kraftwerk zu bauen, das die Wasserkraft der Morobbia ausnutzt.
Das Kraftwerk Morobbia wurde vom Ingenieur Fulgenzio Bonzanigo entworfen, der aus einer bedeutenden, seit dem späten Mittelalter in Bellinzona ansässigen Familie aus Como stammte. Nachdem der Kanton Tessin die Konzession für das Kraftwerk erteilt hatte, bewilligte die Stadtregierung im November 1900 den Kredit von 940 000 Franken für den Bau der Anlage. Diese nahm am 1. Januar 1903 unter der Leitung der Azienda elettrica comunale Bellinzona (AECB), dem städtischen Elektrizitätswerk, den Betrieb auf. Die tatsächlichen Baukosten betrugen 1 250 000 Franken. Für Bedienung und Überwachung des Kraftwerks waren acht Mitarbeiter nötig.
Das erste Kraftwerk Bellinzonas im Valle di Gorduno wurde von der Stadt nicht mehr benötigt und wurde deshalb an die Linoleum SA in Giubiasco verkauft – ein Vorläufer der späteren Forbo. Der Linoleumhersteller nutzte die Anlage bis 1932.
Im Jahr 1918 genehmigte die Gemeinde Bellinzona den Bau eines Ausgleichbeckens (722397 / 113599) auf der Piano dei Cavalli oberhalb von Camorino. 1935 wurde eine zweite Druckleitung gebaut und entlang dieser eine nicht-öffentliche Standseilbahn gebaut, die für die Bau- und Wartungsarbeiten genutzt wurde.
Zwischen 1949 und 1951 musste wegen eines Erdrutsches der letzte Abschnitt des Druckstollens neu erstellt werden. Es musste der etwa ein Kilometer lange Abschnitt zwischen dem Valle di Verona und der Piano dei Cavalli neu erstellt werden, wobei eine Streckenführung weiter oben in einer geologisch besseren Zone gewählt wurde. Generell war das bestehende Kraftwerk renovationsbedürftig. Vieles war verschlissen und konnte nicht mehr sicher betrieben werden. Ausserdem vermochte die bestehende Anlage den gestiegenen Bedarf der Stadt nicht mehr decken, sodass diese mehr und mehr gezwungen war, Strom einzukaufen. Ende der 1950er-Jahre arbeitete die Stadt verschiedene Projekte zum Umbau und zur Leistungssteigerung des Kraftwerkes aus. Es wurden verschiedene Projekte erarbeitet, darunter eines mit dem Namen Grande Morobbia, das auch das Wasser aus dem Valle d'Arbedo, der Valmaggina sowie der im Val d’Isone fliessenden Vedeggio genutzt hätte. Wegen technischen und zu erwartenden politischen Schwierigkeiten bei der Umsetzung dieses Projektes wurde auf dessen Umsetzung verzichtet und dafür das Projekt Morobbia maggiorata umgesetzt.
Im Rahmen des Projektes wurde das Laufwasserkraftwerk mit einem Wochenspeicher in Form des Lago di Carmena versehen. Ausser der Staumauer mussten auch der Druckstollen, die Druckleitung und die Maschinengruppen in der Zentrale erneuert werden. Für den neuen Druckstollen konnte der bereits 1951 sanierte Abschnitt mitbenutzt werden. Die Druckleitung wurde etwa 100 m nördlich der bestehenden neu gebaut. Das Projekt wurde vom Ingenieurbüro Lombardi betreut. Der See mit der Staumauer wurde zusammen mit dem erneuerten Kraftwerk am 22. März 1972 in Betrieb genommen.

## Technik
Das Kraftwerk nutzt das Gefälle im Valle Morobbia aus – einem Seitental des Ticino, das bei Giubiasco in die Magadinoebene mündet. Die Morobbia entspringt am Mottone di Giumello und nimmt bis zur Magadinoebene viele Nebenflüsse auf, besonders von der linken Talseite. Es wird ein 34 km² grosses Einzugsgebiet genutzt. Die Zentrale des Kraftwerks steht in Giubiasco beim Valle di Loro.

### Kraftwerk von 1903

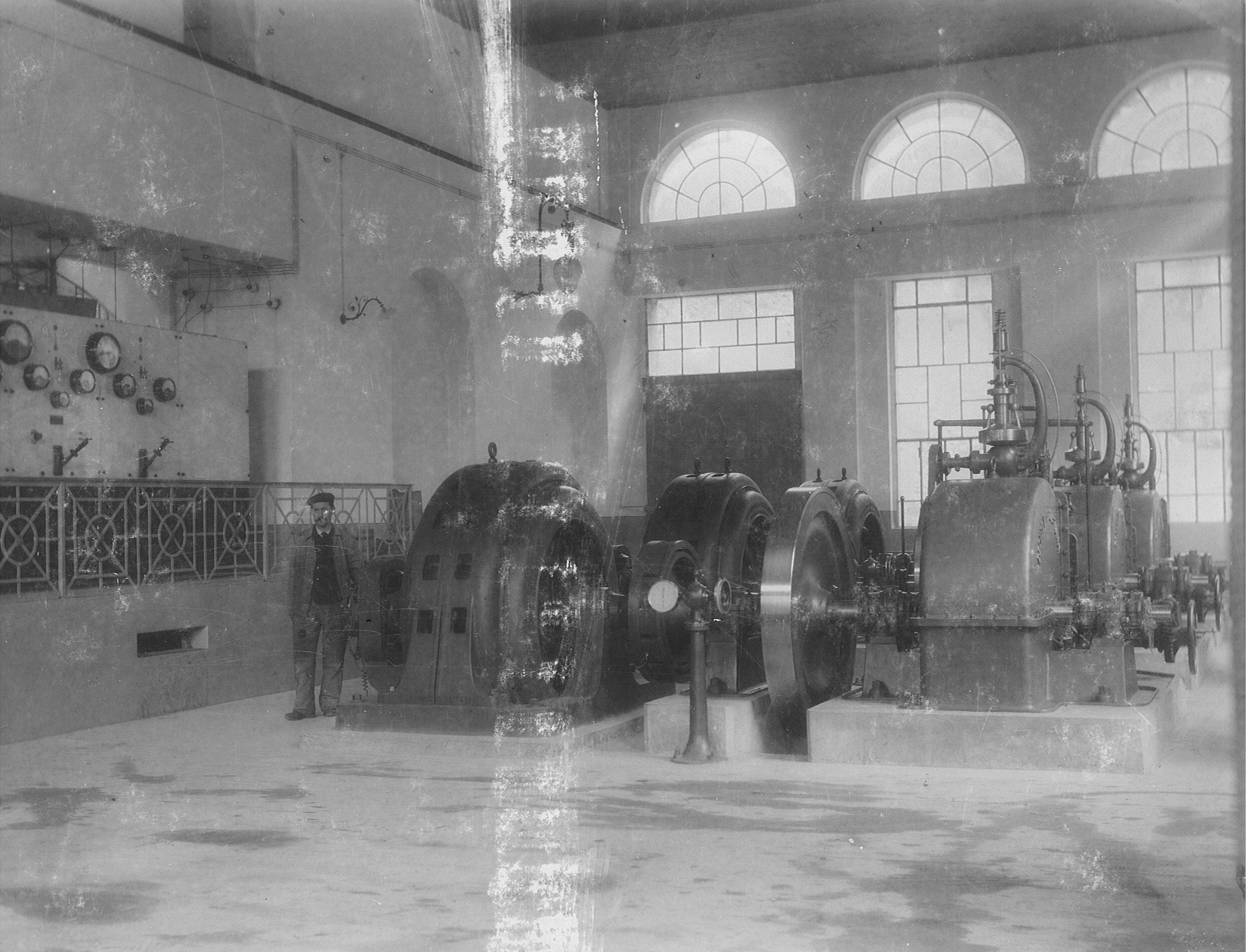
Blick in den Maschinensaal der Zentrale im Jahr 1903

Die Anlage von 1903 hatte keinen Staudamm, sondern lediglich eine Wasserfassung bei Carmena unterhalb von Sant’Antonio in der Nähe der Moneda-Brücke. Nach dem Kies- und Sandabscheider wurde das Wasser einem in den Fels gehauenen Druckstollen zugeführt, der der linken Talseite folgte. Die Seitentäler Vallemaggina und Valle Verona wurden mit je einem Aquädukt überquert, wobei das Wasser aus dem Vallemaggina ebenfalls in den Druckstollen eingeleitet wurde. Die Druckleitung bestand aus geschweissten Walzstahlrohren, die im oberen Teil einen Innendurchmesser von 700 mm und im unteren Teil einen solchen von 600 mm hatten.
In der Zentrale befanden sich bei Betriebsaufnahme drei Pelton-Turbinen mit einer Leistung von 660 PS, eine vierte Pelton-Turbine mit Doppelbecher für eine Leistung von 680 PS wurde 1908 aufgestellt. Die vier Generatoren erzeugten Dreiphasenwechselstrom mit einer Spannung von 5,3 kV und einer Frequenz von 50 Hz. Bis 1928 wurde die Leistung der bestehenden Turbinen auf 700 PS erhöht und eine weitere Turbine mit einer Leistung von 1800 PS installiert, sodass die ganze Anlage eine Leistung von 4600 PS hatte.
1955 wurde eine 5-MW-Pelton-Turbine mit einer Drehzahl von 500 min−1 installiert.

### Kraftwerk von 1972
Das Kraftwerk von 1903 wurde mit dem Lago di Carmena ergänzt, der als Wochenspeicher dient. Dadurch konnte die jährliche Produktion von 25 GWh auf 41 GWh gesteigert werden. Von der alten Anlage wurde der bereits renovierte Teil des Druckstollens übernommen sowie das Maschinenhaus. Der neue Druckstollen hat eine Gesamtlänge von 4120 m. Die alte Druckleitung genügte den Sicherheitsanforderungen nicht mehr. Sie wurde durch eine neue nördlich der bestehenden ersetzt, die 1080 m lang ist.
Bis auf die 1955 installierte Pelton-Turbine wurden alle Maschinengruppen entfernt und durch eine 10-MW-Francis-Turbine mit einer Drehzahl von 1500 min−1 ersetzt.

## Lagekarte

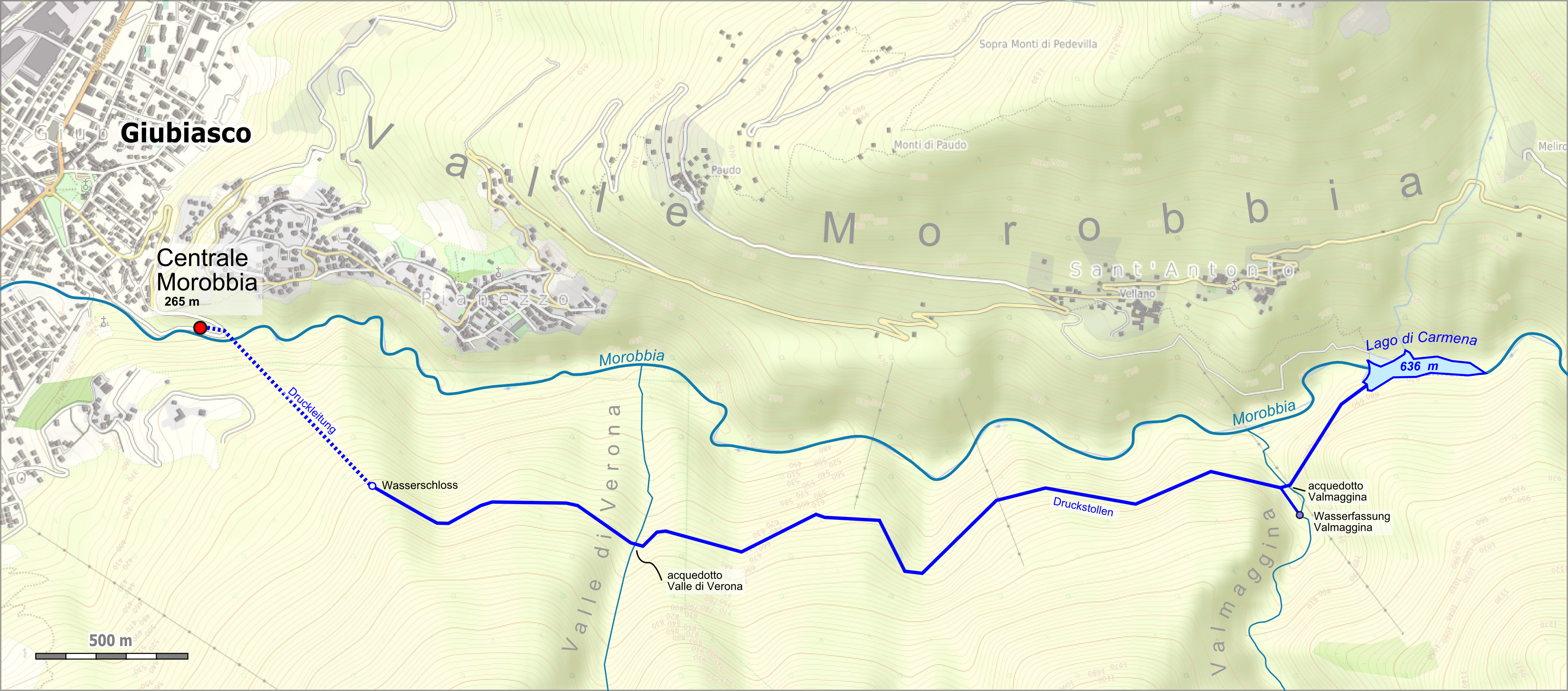
Kraftwerk Morobbia